# Streets (песня Doja Cat)
Streets  (в переводе с англ. — «Улицы») — песня американской певицы и автора песен Doja Cat (Амала Ратна Зандиле Дламини), вышедшая в качестве седьмого и финального сингла из её второго студийного альбома Hot Pink. Релиз прошёл 16 февраля 2021 на лейблах Kemosabe и RCA. Она написала трек в соавторстве с Дэвидом Спречером и Лидией Асрат, а также его продюсерами Домиником и Дариусом Логаном. «Streets» представляет собой балладу в стиле соовременного R&B, сочетающую в себе как певческий голос Доджа Кэт, так и рэп-вокал, с лирикой, в которой рассказывается о желании вернуться к своему бывшему романтическому партнёру. Его инструментарий состоит из хай-хэтов, которые придают песне элементы трэпа. Некоторые критики, рецензировавшие Hot Pink, похвалили трек за демонстрацию универсальности Doja Cat как музыкального исполнителя.
Достигнув коммерческого успеха в Интернете, «Streets» заняла 16-е и 8-е места в чартах Billboard Hot 100 и Global 200, соответственно. Сингл также попал в топ-20 чартов Австралии, Канады, Греции, Ирландии, Новой Зеландии, Словакии и Великобритании. Кроме того, он получил музыкальные сертификаты в разных странах, в том числе бриллиантовый от Pro-Música Brasil, платиновый от (Британской ассоциации производителей фонограмм BPI) и тройную платину от Австралийской ассоциации звукозаписывающей индустрии ARIA. Доджа Кэт исполнила «Streets» в трёх видеороликах, размещенных на канале YouTube в 2020 году. Она также включила эту песню в попурри на церемонии вручения премии iHeartRadio Music Awards 2021, где она победила в категории Лучшая новая поп-исполнительница (Best New Pop Artist).

## История
Doja Cat выпустила свой дебютный студийный альбом Amala в марте 2018 года, через четыре года после вирусного успеха её первого сингла «So High». Запись не получила широкого освещения в СМИ. Между тем, в августе того же года она самостоятельно опубликовала музыкальное видео для песни «Mooo!», новинка, включающая элементы юмора Поколения Z и культуры мемов. Достигнув непредвиденной популярности в нескольких социальных сетях трек способствовал тому, что Doja Cat стала популярной. Это побудило её выпустить и продвигать делюксовое издание Amala. Она включила «Mooo!» в его трек-лист вместе с синглом «Tia Tamera», при участии американской рэперши Rico Nasty, а также с песней «Juicy».
Ремикс на «Juicy» с участием американского рэпера Tyga стал ведущим синглом для следующего альбома Doja Cat, Hot Pink (2019). Коммерчески успешная песня стала её первой, попавшей в Billboard Hot 100 в США. Кроме того, сингл стал вирусным в приложении для обмена видео TikTok, где несколько танцевальных клипов как челлендж использовали его в качестве фоновой музыки. В течение 2019 года Doja Cat выпустила три дополнительных сингла в поддержку Hot Pink, два из которых появились в более чем 200 000 видеороликов на платформе вместе взятых — «Rules» и «Cyber Sex».
Пользователи TikTok поспособствовали популярности ещё двух треков альбома. «Say So» возглавил Billboard Hot 100 и принес Doja Cat её первый чарттопер в США. Другая песня, «Like That», получила платиновый сертификат от Американской ассоциации звукозаписывающих компаний (RIAA), что означает 1 000 000 копий, состоящих из продаж и потоковой передачи по запросу. Автор Pitchfork Кэт Чжан считал, что успех вышеупомянутых онлайн-записей продемонстрировал, что у Doja Cat было «безупречное правление в TikTok». Точно так же Алия Чаудри из Slate назвала её «суперзвездой TikTok», которая утверждала, что привычка пользователей создавать песни набирает обороты на платформе — часто в результате проблем в Интернете — укрепила её статус нарицательного имени.

## Отзывы
Люси Шанкер из Consequence of Sound заметила, что «Streets» представляют Доджа Кэт в её «самой серьёзной» форме во время исполнения Hot Pink. С другой стороны, Лакин Старлинг из Pitchfork назвал её «ультрамягкой и прохладной» песней. Последний подумал, что особый звук, используемый в таких треках, как «Streets», может привести к тому, что слушатели примут Doja Cat за другого исполнителя из-за использования в альбоме различных музыкальных стилей. Тем не менее, Старлинг понравилось, как Doja Cat показала свою универсальность в песне. Шанкер поделился аналогичным мнением об этой универсальности, назвав «Streets» «основным треком», который люди должны слушать: «Некоторые из лучших треков альбома появляются, когда Доджа отходит от своего довольно устоявшегося звучания». Старлинг далее отметил, что медленный и хриплый голос Doja Cat в этой песне был одним из самых чётких вокальных исполнений в альбоме.
В своём анализе «Streets» Аарон Уильямс из Uproxx высказал мнение, что реакция Doja Cat на её растущую популярность была примером того, как правильно обращаться со славой в Интернете. Он рассказал о том, как она часто «плывёт на волнах перемен» всякий раз, когда какая-либо из её песен в конечном итоге становится вирусной, и именно этому поведению он приписал успех «Streets». Для дальнейшего объяснения Уильямс отметил, что Доджа Кэт любит приспосабливаться к интересам и занятиям своей аудитории, сознательно извлекая выгоду из тенденций, которые популяризируют её поклонники, и позволяя им определять, как ей следует планировать продвижение своих следующих синглов. Точно так же штатные авторы Billboard полагали, что постепенный рост славы трека демонстрирует «врождённую способность Доджи Кэт» выпускать хиты и продлевать коммерческий успех её альбомов «в эпоху, когда артисты перемещаются между записями быстрее, чем когда-либо».

## Музыкальное видео
Премьера видеоклипа на песню «Streets» режиссёра Кристиана Бреслауера состоялась на YouTube 9 марта 2021 года. Его выпуск произошёл, когда Доджа Кэт готовилась к продвижению своего третьего студийного альбома Planet Her. Клэр Шаффер из журнала Rolling Stone охарактеризовала видеоклип как «знойный» и «страшный … хоррор-фэнтези». Между тем Херан Мамо, штатный автор Billboard, назвал это «эпической версией» Silhouette Challenge.
Видео начинается с кадра водителя-мужчины, которого играет Кофи Сирибо. Находясь в такси на перегруженной улице, водитель замечает Доджа Кэт, изображающую из себя манекен, у витрины магазина напротив тротуара. Как и в ремиксе TikTok, начинают воспроизводиться первые несколько секунд песни Пола Анки «Put Your Head on My Shoulder». Доджа Кэт, всё ещё находясь в витрине магазина, выполняет Silhouette Challenge. Огни внезапно меняют цвет на красный, а музыка переходит от «Put Your Head on My Shoulder» на «Streets», когда она танцует, соблазняя водителя такси.
Затем музыкальное видео переходит к Doja Cat, танцующей на крыше разрушенного капота автомобиля, когда начинает лить дождь. Группа мужчин в белых контактных линзах, которые выглядят как нежить, впоследствии появляются с дороги, на которой припаркована машина, и окружают её толпой. Водитель из предыдущей сцены возвращается и приближается к Додже Кэт, но она ловит его в ловушку и тянет вверх, используя нити из паутины. Следующая сцена изображает Доджа Кэт, карабкающуюся по поверхности кирпичной стены здания и ведущего себя как паук. Водитель такси, застрявший на крыше здания, показан покрытым массивной паутиной, созданной Doja Cat.
Когда «Streets» подходят к концу, видео переходит к кадру Доджи Кэт, лежащей на диване в гостиной. Живя в доме, расположенном на полигоне ядерных испытаний, она кладёт голову на колени манекена, похожего на водителя такси. Рядом взрывается бомба, в результате взрыва загорается гостиная. Когда песня заканчивается, музыкальное видео возвращается к водителю в его кабине. Выясняется, что он вообразил себе всё, что произошло ранее; он снова встречает Доджу Кэт, на этот раз показанной как его пассажира.

### Отзывы
Аарон Уильямс, редактор Uproxx, охарактеризовал изображение паука в музыкальном видео как концептуальную идею, из-за которой создалось впечатление, что для создания вирусной популярности «Streets» потребовались месяцы подготовки видео. Однако он подчеркнул, что она была выпущена после того, как «Streets» уже стала популярной в Интернете, и утверждал, что премьера состоялась как попытка извлечь выгоду из успеха песни. Джессика МакКинни из Complex разделяет то же мнение, считая, что видео «отлично соответствует текущим тенденциям в социальных сетях». Эрик Мейсон из Slant Magazine назвал визуальные эффекты «ещё одним плодом цикла обратной связи Doja-to-TikTok».
МакКинни включила видео на песню «Streets» в итоговый список лучших музыкальных клипов 2021 года, где она поместила его на четвёртое место. Она считала, что, помимо использования вирусного статуса песни, она успешно продемонстрировала творческий потенциал Doja Cat. МакКинни также утверждала, что Doja Cat имеет историю выпуска «самых инновационных музыкальных клипов в отрасли прямо сейчас», и привел видео «Streets» как последний пример такого рода. Мейсон из Slant Magazine, а также Дэн Кэрнс и Джейк Хелм из The Times также поместили видео в итоговые списки лучших клипов года своих изданий. Кэрнс и Хелм охарактеризовали видео как «потрясающее» и сравнили его эстетику с эстетикой фильмов нуар. Между тем, Мейсон похвалил его кинематографию и «магнетическую харизму», присутствующую в игре Doja Cat.

## Концертные исполнения
Живое концертное исполнение песни «Streets» прошло 5 марта 2020 года в рамках программы видеохостинга Vevo «Lift», в рамках кампании, направленной на популяризацию новых артистов для более широкой аудитории. На нем Doja Cat поет и плывет в массивной ванне, наполненной молоком. Хостинг Vevo сотрудничал с ней в проекте Lift, чтобы повысить её популярность с помощью живых выступлений, в которых использовались «отличительные настройки». Продюсерская группа видео решила включить молоко в декорации, чтобы вызвать образы кошек, которые они сочли уместными, учитывая имя и изображение Doja Cat. Согласно описанию к видео, заполненная молоком сцена стала «самой амбициозной студийной программой на сегодняшний день». Линн Шарп, пишущая для HotNewHipHop, считает, что живое выступление Doja Cat ознаменовало её «последний шаг к мировому господству».
24 декабря 2020 года Doja Cat загрузила на свой канал на платформу YouTube шесть исполнений трёх разных песен альбома Hot Pink. Она создала серию видеороликов под названием Hot Pink Sessions в знак благодарности своим поклонникам за их поддержку. Два из этих выступлений были живым исполнением «Streets». После победы в номинации «Лучший новый поп-исполнитель» (Best New Pop Artist) на церемонии вручения наград iHeartRadio Music Awards 2021 года она снова исполнила эту песню как часть попурри из трёх треков, которое включало «Streets», «Say So» и «Kiss Me More» с участием американской певицы SZA. Выступление началось с того, что она стояла на кукурузном поле в сопровождении танцоров, одетых в серые латексные костюмы пришельцев. Когда попурри закончилось, Доджа Кэт была поднята со сцены, окутанная лучами света, и казалось, что она левитирует к НЛО над ней.

## Список треков
| Digital download / streaming (Silhouette Remix) 1. «Streets (Silhouette Remix)» — 4:02 Digital download / streaming (Disclosure Remix) 1. «Streets (Disclosure Remix)» — 4:14 | Digital download / streaming (Remix EP) 1. «Streets (Disclosure Remix)» — 4:14 2. «Streets (DJ Sliink Remix)» — 2:13 3. «Streets (Lazerbeak Remix)» — 3:26 4. «Streets (Party Favor Remix)» — 3:20 5. «Streets (Ape Drums Remix)» — 2:55 |

## Чарты
| Чарт (2021)                                | Высшая позиция |
| ------------------------------------------ | -------------- |
| Австралия (ARIA)                           | 12             |
| Австрия (Ö3 Austria Top 40)                | 54             |
| Бельгия/Фландрия (Ultratip Bubbling Under) | 24             |
| Канада (Billboard Canadian Hot 100)        | 19             |
| Чехия (Singles Digitál Top 100)            | 50             |
| Франция (SNEP)                             | 105            |
| Германия (GfK)                             | 99             |
| Мир (Global 200, Billboard)                | 8              |
| Греция (IFPI)                              | 2              |
| Венгрия (Single Top 40)                    | 37             |
| Венгрия (Stream Top 40)                    | 26             |
| Исландия (Plötutíðindi)                    | 23             |
| Ирландия (IRMA)                            | 9              |
| Литва (AGATA)                              | 4              |
| Нидерланды (Single Top 100)                | 81             |
| Новая Зеландия (Recorded Music NZ)         | 10             |
| Португалия (AFP)                           | 21             |
| Словакия (Singles Digitál Top 100)         | 15             |
| Швеция (Sverigetopplistan)                 | 71             |
| Швейцария (Schweizer Hitparade)            | 27             |
| Великобритания (OCC UK Singles)            | 12             |
| Великобритания (OCC UK Hip Hop/R&B)        | 4              |
| США (Billboard Hot 100)                    | 16             |
| США (Billboard Hot R&B/Hip-Hop Songs)      | 7              |
| США (Billboard Rhythmic)                   | 31             |
| США (Rolling Stone Top 100)                | 3              |

| Чарт (2021)                          | Позиция |
| ------------------------------------ | ------- |
| Australia (ARIA)                     | 34      |
| Canada (Canadian Hot 100)            | 73      |
| Global 200 (Billboard)               | 36      |
| New Zealand (Recorded Music NZ)      | 31      |
| UK Singles (OCC)                     | 50      |
| US Billboard Hot 100                 | 67      |
| US Hot R&B/Hip-Hop Songs (Billboard) | 31      |

## Сертификации
| Регион | Сертификация       | Продажи   |
| --- | ------------------ | --------- |
| Австралия (ARIA) | 4× Платиновый      | 280 000   |
| Бразилия (ABPD) | 2× Бриллиантовый   | 320 000   |
| Дания (IFPI Danmark) | Золотой            | 45 000    |
| Франция (SNEP) | Золотой            | 100 000   |
| Италия (FIMI) | Золотой            | 50 000    |
| Мексика (AMPROFON) | Платиновый+Золотой | 210 000   |
| Новая Зеландия (RMNZ) | Платиновый         | 30 000    |
| Польша (ZPAV) | 2× Платиновый      | 100 000   |
| Португалия (AFP) | Платиновый         | 10 000    |
| Испания (PROMUSICAE) | Золотой            | 30 000    |
| Швейцария (IFPI Switzerland) | Золотой            | 10 000    |
| Великобритания (BPI) | Платиновый         | 600 000   |
| США (RIAA) | 5× Платиновый      | 5 000 000 |
| Стриминг |                    |           |
| Греция (IFPI Greece) | Платиновый         | 2 000 000 |
| Швеция (GLF) | Золотой            | 4 000 000 |
| Данные о продажах + прослушиваниях приведены только на основе сертификации. · Данные только о прослушиваниях приведены на основе сертификации. |                    |           |

## История релиза
| Регион | Дата            | Формат                     | Версия           | Лейбл        | Ссылка |
| ------ | --------------- | -------------------------- | ---------------- | ------------ | ------ |
| США    | 16 февраля 2021 | Contemporary hit radio     | Original         | Kemosabe RCA | [ 85 ] |
| Мир    | 12 марта 2021   | Цифровые загрузки стриминг | Silhouette remix | Kemosabe RCA | [ 34 ] |
| Мир    | 12 марта 2021   | Цифровые загрузки стриминг | Disclosure remix | Kemosabe RCA | [ 35 ] |
| Мир    | 19 марта 2021   | Цифровые загрузки стриминг | Remix EP         | Kemosabe RCA | [ 36 ] |

### Комментарии
1. ↑  Эта дата относится к тому времени, когда песня появилась на радиостанциях современной популярной музыки в США. В статье в журнале Billboard, опубликованной за пять дней до этого, автор Тревор Андерсон уже назвал "Streets" синглом, но не упомянул точную дату, когда он был впервые выпущен как таковой[1].
2. ↑  Дополнительные авторские права были предоставлены Терон Фимстер, Кристоферу Джеффрису и Демари Шеки, потому что «Streets» сэмплирует песню 2003 года «Streets Is Callin», в которой все трое выступили в качестве авторов песен.
3. ↑  «Rules» и «Cyber Sex» вышли после предыдущего сингла «Bottom Bitch»[13][14]. В течение следующих двух лет эти две песни использовались в качестве фоновой музыки для примерно 64 200 и 171 400 видео на TikTok соответственно[5]
4. ↑  Видео было размещено на канале Doja Cat на YouTube[30].